# 三神村
三神村（みかみむら）は福島県西白河郡にかつて存在した村である。

## 地理
現在の矢吹町の東部に位置する。
村域は山がちな地形である。
村は阿武隈川の西岸に位置する。

## 歴史

### 村域の変遷
- 1889年（明治22年）4月1日 - 町村制施行により、三城目村・須乗村・神田村・堤村・中野目村・明新村が合併し西白河郡三神村が発足。
- 1953年（昭和28年）
  - 三神村の一部（三城目の一部）は中畑村に編入。
  - 中畑村の一部（大畑の一部）は三神村に編入。
- 1954年（昭和29年） - 矢吹町の一部（中畑新田の一部）は中畑村に編入。
- 1955年（昭和30年）3月31日 - 三神村は矢吹町・中畑村と岩瀬郡広戸村の一部（柿之内・高林の各一部）とともに合併し'矢吹町が発足。三神村は消滅。

### 変遷表
| 三神村村域の変遷表 | 三神村村域の変遷表 | 三神村村域の変遷表     | 三神村村域の変遷表 | 三神村村域の変遷表   | 三神村村域の変遷表    | 三神村村域の変遷表     | 三神村村域の変遷表 | 三神村村域の変遷表 |
| 1868年 以前        | 1868年 以前        | 明治元年 - 明治22年    | 明治22年 4月1日    | 明治22年 - 昭和19年  | 昭和20年 - 昭和64年   | 昭和20年 - 昭和64年    | 平成元年 - 現在    | 現在               |
| ------------------ | ------------------ | ---------------------- | ------------------ | -------------------- | --------------------- | ---------------------- | ------------------ | ------------------ |
|                    | 三城目村           | 明治9年 三城目村       | 三神村             | 三神村               | 三神村                | 昭和30年3月31日 矢吹町 | 矢吹町             | 矢吹町             |
|                    | 三城目新田村       | 明治9年 三城目村       | 三神村             | 三神村               | 三神村                | 昭和30年3月31日 矢吹町 | 矢吹町             | 矢吹町             |
|                    | 須乗村             | 明治9年 須乗村         | 三神村             | 三神村               | 三神村                | 昭和30年3月31日 矢吹町 | 矢吹町             | 矢吹町             |
|                    | 須乗新田村         | 明治9年 須乗村         | 三神村             | 三神村               | 三神村                | 昭和30年3月31日 矢吹町 | 矢吹町             | 矢吹町             |
|                    | 神田村             |                        | 三神村             | 三神村               | 三神村                | 昭和30年3月31日 矢吹町 | 矢吹町             | 矢吹町             |
|                    | 堤村               |                        | 三神村             | 三神村               | 三神村                | 昭和30年3月31日 矢吹町 | 矢吹町             | 矢吹町             |
|                    | 中野目村           |                        | 三神村             | 三神村               | 三神村                | 昭和30年3月31日 矢吹町 | 矢吹町             | 矢吹町             |
|                    | 明岡村             | 明治19年 明新村        | 三神村             | 三神村               | 三神村                | 昭和30年3月31日 矢吹町 | 矢吹町             | 矢吹町             |
|                    | 明岡新田村         | 明治19年 明新村        | 三神村             | 三神村               | 三神村                | 昭和30年3月31日 矢吹町 | 矢吹町             | 矢吹町             |
|                    | 三城目村の一部     | 明治9年 三城目村の一部 | 三神村             | 三神村               | 昭和28年 中畑村に編入 | 昭和30年3月31日 矢吹町 | 矢吹町             | 矢吹町             |
|                    | 中畑新田村の一部   | 中畑新田村の一部       | 矢吹村 の一部      | 明治36年12月1日 町制 | 昭和29年 三神村に編入 | 昭和30年3月31日 矢吹町 | 矢吹町             | 矢吹町             |
|                    | 大畑村の一部       | 大畑村の一部           | 中畑村 の一部      | 中畑村の一部         | 昭和28年 三神村に編入 | 昭和30年3月31日 矢吹町 | 矢吹町             | 矢吹町             |

## 大字
- 三城目（さんじょうめ）
- 須乗（すのり）
- 神田（かんた）
- 堤（つつみ）
- 中野目（なかのめ）
- 明新（みょうしん）

## 人口・世帯

### 人口
総数 [単位： 人]
| 1889年（明治22年） | 1,809 |
| 1920年（大正 9年） | 2,428 |
| 1935年（昭和10年） | 2,816 |

### 世帯
総数 [単位： 世帯]
| 1920年（大正 9年） | 464 |
| 1935年（昭和10年） | 484 |